# 内田奈織
内田 奈織（うちだ なおり）は、日本のハープ奏者。

## 略歴
京都府出身。東京芸術大学音楽学部器楽科卒業。海川佳代子、篠崎史子に師事。フランスでマリー・クレール・ジャメに師事。レコードレーベルはテイチクエンタテインメント。アルバムに「Healing Harp~ハープで贈る名曲の花束~」がある。

## 受賞歴
青山音楽賞、藤堂音楽賞、京都芸術祭京都府知事賞、京都府あけぼの賞等を受賞。日本ハープコンクール入賞。